# シンタクチックフォーム

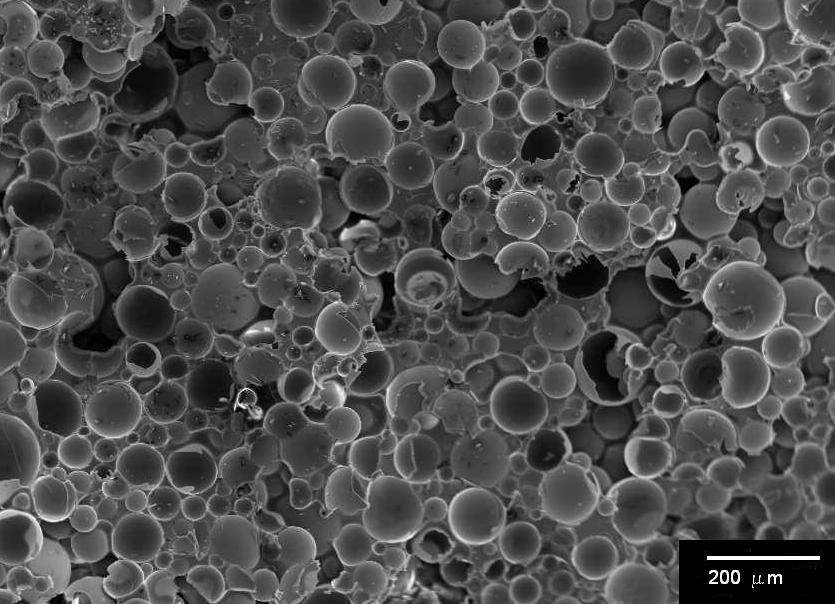
エポキシ樹脂をマトリックスとし、微細中空ガラス球を含むシンタクチックフォームの走査型電子顕微鏡像。

シンタクチックフォーム (英: Syntactic foam) は、金属、高分子、セラミックなどを基本構成材料（母材、マトリックスと呼ぶ）として、そこにマイクロバルーンと呼ばれる中空粒子を混ぜ込むことにより合成される複合材料である。この文脈では、「シンタクチック」とは「一緒にする」という意味を表わす。中空粒子の存在により密度が低下し、比強度（強度を密度で割った数値）が向上、熱膨張係数は低下、そして場合によってレーダーやソナーに対し透明となる。
この用語は1955年、ニューヨークベークライト会社により微細中空フェノール樹脂球をフェノール、エポキシ、ポリエステルのマトリックスにより結合させた軽量合成材料を指して初めて用いられた。
これらの材料の最も大きな利点の一つとして、用途にあわせられる柔軟性が挙げられる。マトリックス材としてはほとんどどんな金属でも高分子でもセラミックでも選ぶことができる。マイクロバルーンは微細中空ガラス球を始め、セノスフェア、炭素、高分子など様々なサイズと材料のものが揃っている。もっとも広く用いられかつ研究されている材料としては、微細中空ガラス球（をエポキシ樹脂もしくはポリマーに分散させたもの）と、セノスフィアもしくはセラミック球（をアルミに分散させたもの） が挙げられる。マイクロバルーンの体積比率を変更したり、内径と外径の平均比率を変えて異なる実効密度のマイクロバルーンを使うことができる。
シンタクチックフォームの圧縮特性はマイクロバルーンの特性に大きく依存することが多い。一般的に、圧縮強度は密度に比例することが多い。
対して、マトリックス材は張力特性に影響が大きい。例えばガラス粒子とエポキシマトリックスとの間に強い結合を生じさせるシラン化など、粒子に表面処理を行うことで引っ張り強度を飛躍的に向上できることがある。繊維状材料を添加することによって引っ張り強度を増すこともできる。

## 応用

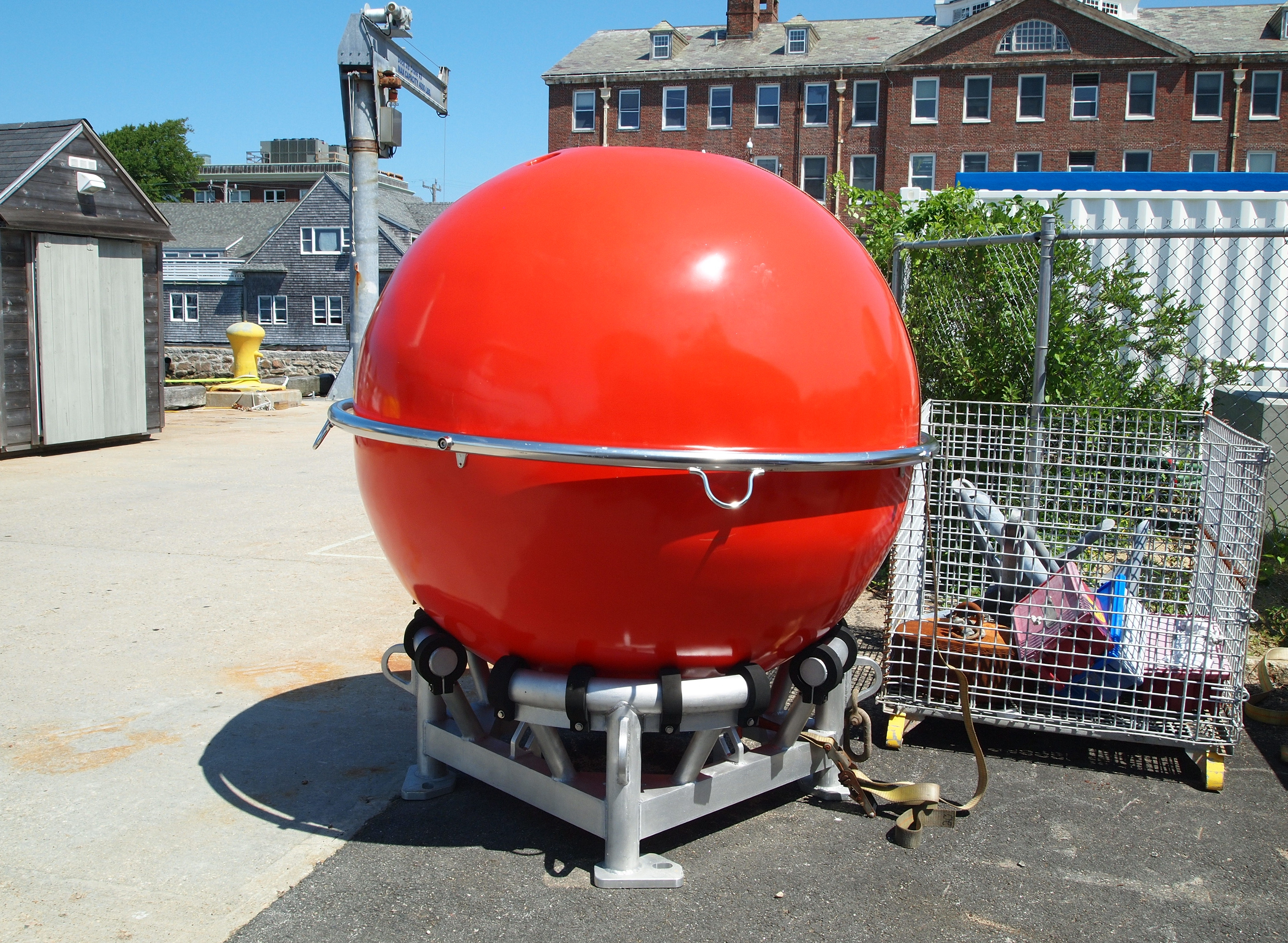
海中での浮力材として使用されるシンタクチックフォーム製の球

これらの材料は1960年代初頭に浮力を向上させた材料として海事向けに開発された。その他の特徴から、航空宇宙分野や陸上輸送分野にも応用が拡がった。現状、シンタクチックフォームの応用としては船上ライザーテンショナーの浮力モジュール、遠隔操作型潜水機 (ROV)、自律型無人潜水機 (AUV)、深海探査機、船体、ヘリコプター、航空機の部材などがある。シンタクチックフォームの構造材への応用としては、サンドイッチパネル構造の中間層（コア）としての応用が挙げられる。
その他にも、以下のような応用がある。
- 深海浮力発泡体
- 熱整形プラグ支持
- レーダー透明材料
- 音響減衰材料
- 衝撃緩和材料
- ボーリングボール、テニスラケット、サッカーボールなどのスポーツグッズ[8]